# Igor Rudakov
Igor Rudakov (8 de octubre de 1934) es un deportista soviético que compitió en remo como timonel.
Participó en cuatro Juegos Olímpicos de Verano entre los años 1960 y 1972, obteniendo una medalla de plata en Roma 1960 en la prueba de dos con timonel. Ganó cuatro medallas en el Campeonato Mundial de Remo entre los años 1962 y 1975, y seis medallas en el Campeonato Europeo de Remo entre los años 1961 y 1971.

## Palmarés internacional
| Juegos Olímpicos   | Juegos Olímpicos         | Juegos Olímpicos  | Juegos Olímpicos   |
| Año                | Lugar                    | Medalla           | Prueba             |
| ------------------ | ------------------------ | ----------------- | ------------------ |
| 1960               | Roma (Italia)            | Medalla de plata  | Dos con timonel    |
| Campeonato Mundial |                          |                   |                    |
| Año                | Lugar                    | Medalla           | Prueba             |
| 1962               | Lucerna (Suiza)          | Medalla de bronce | Dos con timonel    |
| 1962               | Lucerna (Suiza)          | Medalla de bronce | Cuatro con timonel |
| 1974               | Lucerna (Suiza)          | Medalla de plata  | Cuatro con timonel |
| 1975               | Nottingham (Reino Unido) | Medalla de plata  | Ocho con timonel   |
| Campeonato Europeo |                          |                   |                    |
| Año                | Lugar                    | Medalla           | Prueba             |
| 1961               | Praga (Checoslovaquia)   | Medalla de plata  | Cuatro con timonel |
| 1963               | Copenhague (Dinamarca)   | Medalla de bronce | Cuatro con timonel |
| 1964               | Ámsterdam (Países Bajos) | Medalla de plata  | Dos con timonel    |
| 1965               | Duisburgo (RFA)          | Medalla de oro    | Dos con timonel    |
| 1969               | Klagenfurt (Austria)     | Medalla de plata  | Ocho con timonel   |
| 1971               | Copenhague (Dinamarca)   | Medalla de bronce | Cuatro con timonel |